# Agnes Pareyio
Agnes Pareyio (nascida em 24 de junho de 1956) é uma ativista dos direitos das mulheres do Quénia massai, política, e fundadora e diretora do Centro de Resgate para Meninas Tasaru Ntomonok, uma organização que faz campanha contra a mutilação genital feminina.

## Biografia
Pareyio nasceu em 1956, filha do chefe da aldeia. Depois de sofrer mutilação genital feminina aos 14 anos, contra a sua vontade, Pareyio prometeu evitar que a MGF acontecesse a outras meninas.
Logo após o seu casamento, aos 18 anos, Pareyio juntou-se à organização de mulheres quenianas Maendeleo Ya Wanawake, onde se tornou líder. Os seus esforços acabaram por voltar-se para a luta contra a mutilação genital feminina.
Opositora da MGF, Pareyio ensina às meninas sobre o procedimento, usando modelos de madeira do aparelho reprodutor feminino para mostrar diferentes tipos de MGF. Ela desafia as práticas culturais e o engajamento com as comunidades que propagam o procedimento, sugerindo e demonstrando ritos de passagem femininos alternativos.
Pareyio administra uma casa segura para meninas que escapam da mutilação genital feminina. Ela trabalha com a família de cada menina para ajudá-los a entender as consequências da MGF e convencê-los a poupar a sua filha do procedimento. Ela também educa as mulheres que praticam a MGF sobre os seus danos.
Pareyio foi a primeira mulher massai a ser eleita vice-presidente de câmara da sua localidade. Pareyio também analisou os efeitos sociais patriarcais da MGF, incluindo as formas como o procedimento é usado para tirar as meninas da educação e outros meios de independência económica e social.
Pareyio foi nomeada Personalidade do Ano das Nações Unidas no Quénia em 2005, pelo seu trabalho em prol da igualdade de género e empoderamento das mulheres.